# Nchanga Rangers Football Club
Maillots
Dernière mise à jour : 15 février 2012.
Le Nchanga Rangers Football Club est un club de football zambien basé à Chingola.

## Histoire
Le club participe une seule fois à la Coupe d'Afrique des clubs champions, en 1981. Il atteint à cette occasion les quarts de finale de la compétition.
Il participe également à deux reprises à la Coupe de la CAF, en 1998 et 2000. Il atteint les demi-finales de cette compétition en 1998.
Il dispute également par deux fois la Coupe des coupes, en 1987 et 1997.
Enfin, il prend part à la Coupe de la confédération en 2011.

## Palmarès
- Championnat de Zambie
  - Champion : 1980 et 1998

- Coupe de Zambie
  - Vainqueur : 1978
  - Finaliste : 1996